# Zdzisław Obrzud
Zdzisław Obrzud (ur. 18 września 1897 w Brzeżanach, zm. 2 lutego 1975 w Katowicach) – polski nauczyciel i publicysta związany z Górnym Śląskiem. 

## Życiorys
Syn Stanisława Obrzuda, urzędnika Izby Skarbowej i literata oraz Zofii z Drobkiewiczów. Przeprowadził się z Brzeżan do Nowego Sącza, gdzie ukończył szkołę ludową i sześć klas gimnazjum. Klasę siódmą skończył w Lwowie, a ósmą w trybie eksternistycznym w gimnazjum Towarzystwa Szkół Ludowych w Białej. 
Pod koniec I wojny światowej odbył służbę w austriackim wojsku. Później służył w wojsku polskim i walczył w wojnie polsko-bolszewickiej. Zakończył służbę wojskową ze stopniem porucznika służby gospodarczej. W 1921 roku studiował na Uniwersytecie Jagiellońskim a po roku przeniósł się na Wydział Humanistyczny Uniwersytetu Jana Kazimierza we Lwowie. Studiował polonistykę, germanistykę, historię sztuki, historię polski, historię filozofii, historię sztuki i psychologię. W 1922 był pomocnikiem w Bibliotece Uniwersyteckiej we Lwowie pod opieką Stefana Vrtela-Wierczyńskiego. W latach 1922-23 był członkiem lewicowego Stowarzyszenia Młodzieży Akademickiej „Życie”. 
Odbył praktyki w Państwowym Gimnazjum im. króla Władysława Jagiełły w Gródku Jagiellońskim, gdzie zdał egzamin na nauczyciela szkół średnich i pełnił funkcję „zwiadowcy biblioteki podręczników dla zamożnej młodzieży”. W 1928 roku przeprowadził się do Katowic, gdzie uczył języka polskiego i historii w Miejskim Gimnazjum Matematyczno-Przyrodniczym im. M. Kopernika. W latach 1929-38 pracował w neoklasycznym Państwowym Liceum i Gimnazjum im. Odrowążów w Chorzowie, gdzie uczył języka polskiego i propedeutyki filozofii. Był tam opiekunem Koła Literackiego, w którym czytano i interpretowano artykuły prozaików polskich. 
Był również członkiem Związku Obrony Kresów i Towarzystwa Nauczycieli Szkół Średnich, gdzie pełnił rolę prezesa Koła w Chorzowie i wiceprezesa Okręgu Śląskiego. Wykładał na kursach maturalnych dla TNSW i Uniwersytetu Powszechnego. Był członkiem towarzystw katowickich: Towarzystwa Polonistów, Towarzystwa Przyjaciół Teatru Śląskiego, Towarzystwa Filozoficznego oraz Zespołu Klubu Literatów i Artystów „Fantana” (tu jako członek zarządu). Po ukończeniu stażu nauczycielskiego został uznany przez Wydział Oświecenia Publicznego Śląskiego Urzędu Wojewódzkiego stałym nauczycielem szkół państwowych. 11 marca 1935 wojewoda śląski Michał Grażyński przyznał mu tytuł profesora. 
W czasie II wojny światowej uczestniczył w tajnym nauczaniu języka polskiego, języka angielskiego, łaciny i historii. Od 8 do 26 marca 1945 był tymczasowym dyrektorem Państwowego Gimnazjum i Liceum w Katowicach, a później nauczał tam języka polskiego i angielskiego równocześnie uczył w Miejskim Gimnazjum i Liceum Męskim im. M. Kopernika w Katowicach. Dzięki wsparciu Józefa Pietera i Stanisława Pigonia podjął pracę w Śląskim Instytucie Pedagogicznym i w Państwowej Szkole Pedagogicznej w Katowicach. Od 1 września 1947 pracował jako nauczyciel języka polskiego w Państwowym Liceum i Gimnazjum dla Dorosłych w Katowicach. W tym samym czasie kontynuował pracę naukową. We wrześniu 1949 poprosił kuratorium o przyznanie mu jednego dnia wolnego w tygodniu od zajęć dydaktycznych, gdyż pracował nad książką „Zagadnienie cywilizacji w twórczości Bolesława Prusa”. Wziął udział w Ogólnokrajowym Zjeździe Polonistów w Warszawie w dniach 8-12 maja 1950 roku. 
22 maja 1950 złożył prośbę do Kuratorium o przeniesienie do Śląskiej Biblioteki Publicznej, aby skończyć pracę naukową. Dwa dni później Dyrekcja Śląskiej Akademii Publicznej zdecydowała się wystąpić do Kuratorium, aby pozyskać go do grona pracowników. Zatrudniono go na stanowisku bibliotekarza. W kwietniu 1951 stworzono Biuro Informacji i Porady Biograficznej do 1954 roku.
Od 1945 był członkiem Związku Nauczycielstwa Polskiego, od 1 marca 1945 Polskiej Partii Socjalistycznej. Był również kandydatem do Podstawowej Organizacji Partyjnej Międzyszkolnej dla rejonu Katowice w 1949. Był członkiem Towarzystwa Przyjaźni Polsko-Radzieckiej, Polskiego Towarzystwa Historycznego, w którym od 1960 był członkiem Komisji Rewizyjnej Oddziału katowickiego, Śląsko-Dąbrowskiego Towarzystwa Przyjaciół Nauk, Związku Bibliotekarzy i Archiwistów Polskich i Związku zawodowego Pracowników Sztuki i Kultury.

## Życie prywatne
W 1927 ożenił się z Jadwigą Sobolewską. W tym małżeństwie miał córkę Marię Krystynę. Rozwiedli się 1935. Ożenił się drugi raz z Zofią Ancerewicz – nauczycielką w Szkole nr 30 w Katowicach, a później Państwowego Gimnazjum i Liceum w Katowicach. Zmarł przez obrażenia spowodowane wypadkiem samochodowym. 

## Odznaczenia
- Brązowy Medal za Długoletnią Służbę (1938)
- Medal 10-lecia Polski Ludowej
- Złoty Krzyż Zasługi